# تجمع وادي صوصاو (رماة)

تعديل مصدري - تعديل

تجمع وادي صوصاو هي إحدى قرى عزلة رماة بمديرية رماة التابعة لمحافظة حضرموت، بلغ تعداد سكانها 28 نسمة حسب تعداد اليمن لعام 2004.